# Marry Me (serial telewizyjny)
Marry Me – komediowy, amerykański serial telewizyjny wyprodukowany przez Fan Fare Productions, Shark vs. Bear Productions oraz Sony Pictures Television. Pomysłodawcami serialu jest David Caspe. Serial jest emitowany od 14 października 2014 roku przez NBC. 
6 listopada 2014 roku NBC zamówiła pięć dodatkowych odcinków pierwszego sezonu Marry Me. Sprawia to że łączna liczba odcinków pierwszego sezonu będzie wynosiła 18.
9 maja 2015 roku stacja NBC ogłosiła zakończenie produkcji serialu po jednym sezonie.

## Fabuła
Serial opowiada o Annie i Jake'u, którzy po długiej znajomości zaręczają się. Oboje szybko uświadamiają sobie, że życie w narzeczeństwie jest trudniejsze niż myśleli.

## Obsada
- Ken Marino jako Jake[4]
- Casey Wilson jako Annie[5]
- Sarah Wright  jako Dennah[6]
- John Gemberling jako Gil[7]
- Tymberlee Hill jako Kay[6]
- Tim Meadows jako Kevin One[8]

### Role drugoplanowe
- Dan Bucatinsky jako Kevin Two[9]
- JoBeth Williams jako Myrna
- Leslie David Baker jako szef Jake'a
- Ana Ortiz jako Hailey[10]

## Odcinki
| #  | Tytuł         | Reżyseria            | Scenariusz                                  | Premiera (NBC)                     |
| -- | ------------- | -------------------- | ------------------------------------------- | ---------------------------------- |
| 1  | Pilot         | Seth Gordon          | David Caspe                                 | 14 października 2014               |
| 2  | Move Me       | Seth Gordon          | David Caspe, Erik Sommers                   | 21 października 2014               |
| 3  | Scary Me      | Roger Kumble         | Jackie Clarke                               | 28 października 2014               |
| 4  | Annicurser-Me | Robert B. Weide      | Jordan Cahan                                | 4 listopada 2014                   |
| 5  | Thank Me      | Rob Greenberg        | Andrew Guest                                | 18 listopada 2014                  |
| 6  | Bruges Me     | Fred Savage          | Andrew Guest                                | 25 listopada 2014                  |
| 7  | Win Me        | Jay Chandrasekhar    | Dannah Phirman, Danielle Schneider          | 2 grudnia 2014                     |
| 8  | Stand by Me   | Reginald Hudlin      | Daniel Libman, Matthew Libman               | 9 grudnia 2014                     |
| 9  | Test Me       | Seth Gordon          | Erica Rivinoja                              | 6 stycznia 2015                    |
| 10 | Spoil Me      | Rebecca Asher        | Jordan Cahan, Matthew Libman, Daniel Libman | 13 stycznia 2015                   |
| 11 | Friend Me     | Fred Goss            | Erik Sommers                                | 27 stycznia 2015                   |
| 12 | F Me          | Ruben Fleischer      | Dannah Phirman, Danielle Schneider          | 3 lutego 2015                      |
| 13 | Change Me     | Reginald Hudlin      | Erica Rivinoja                              | 10 lutego 2015                     |
| 14 | Dead Me       | Beth McCarthy-Miller | Vicky Luu, Bridget Kyle                     | 17 lutego 2015                     |
| 15 | Date Me       | Rawson Thurber       | Erica Rivinoja                              | 23 kwietnia 2015 (Wielka Brytania) |
| 16 | Mom Me        | Beth McCarthy-Miller | Jackie Clarke                               | 30 kwietnia 2015 (Wielka Brytania) |
| 17 | Wake Me       | Fred Goss            | Matthew Libman, Daniel Libman               | 7 maja 2015 (Wielka Brytania)      |
| 18 | Surprise Me   | Rebecca Asher        | Andrew Guest Jordan Cahan                   | 14 maja 2015 (Wielka Brytania)     |

## Produkcja
7 maja 2014 roku NBC zamówiła serial na sezon telewizyjny 2014/15.